# 堀内純子
堀内 純子（ほりうち すみこ、1929年2月3日 - ）は、日本の児童文学作家。同人誌『ひまわり』同人。

## 来歴・人物
朝鮮京城生まれ。京城第一高等女学校卒業。東京学芸大学を病気中退、十年ほど療養ののち、1958年衛生検査技師として沼津市立病院に勤務。1968年退職し執筆に専念。
1983年『はるかな鐘の音』で第21回野間児童文芸推奨作品賞受賞。1987年『ルビー色の旅』で第25回野間児童文芸賞受賞。1993年『ふたりの愛子』で第23回赤い鳥文学賞受賞。静岡県在住。

## 著書
- 『いねむりジーゼルカー』（岡田淳絵、講談社、講談社の幼年創作童話） 1977
- 『おほしさまへのてがみ』（小林和子絵、講談社、講談社の幼年創作童話） 1978
- 『いじっぱりクッキー』（伊勢英子絵、講談社、講談社の新創作童話） 1979
- 『ねずみの家ははっぱ色』（瀬戸好子絵、講談社） 1979
- 『ひなの星スピカ』（黒田祥子絵、けやき書房） 1979
- 『こちらま夜中テレビ局』（坪谷令子絵、講談社） 1980
- 『ショベルカーのどんきちさん』（長野博一絵、太平出版社） 1980
- 『ちいさなスーツケース』（長野博一絵、太平出版社） 1981
- 『小さな町のゆうびんやさん』（鈴木まもる絵、講談社） 1981
- 『はるかな鐘の音』（鈴木まもる絵、講談社） 1982
- 『見えない緑のドア』（鈴木まもる画、小学館、小学館の創作児童文学） 1982
- 『ソウルは快晴』（岩崎淑子絵、けやき書房） 1985
- 『カゲザエモンは野球がすき』（土田義晴え、偕成社） 1986
- 『なつかしのサバンナ』（鈴木まもるえ、ひくまの出版） 1986
- 『ゼンベ先生とひみつのともだち』（田中秀幸絵、教育画劇、スピカの幼年どうわ） 1987
- 『ルビー色の旅』（鈴木まもる絵、講談社） 1987
- 『チコと空とぶバッチン』（鈴木まもる絵、講談社） 1988
- 『青い花のさく島』（鈴木まもる絵、小峰書店） 1989
- 『赤いハンカチのひみつ』（鈴木まもる絵、PHP研究所） 1989
- 『赤いリボンのおともだち』（鈴木まもるえ、小峰書店） 1989
- 『曙の旅立ち』（鈴木まもる絵、PHP研究所） 1990
- 『シチューのばんのおきゃくさま』（遠藤てるよ絵、国土社） 1990
- 『さやかのふしぎな六日間』（茶畑和也絵、理論社） 1991
- 『ぼくたちのふしぎな船』（狩野富貴子絵、教育画劇、スピカの創作童話） 1991
- 『ふたりの愛子』（中村悦子絵、小峰書店） 1992
- 『あのころは忍者だった』（岡本美子絵、教育画劇、スピカの創作童話） 1993
- 『白い犬の大きなおくりもの』（鈴木まもる絵、小峰書店） 1994
- 『ひまな岬の菜の花荘』（桜井美知代絵、PHP研究所） 1994
- 『えり子と白い花の森』（鈴木まもる絵、小峰書店） 1995
- 『ときには風になって 郵便やさんの不思議なお話』（鈴木まもる絵、あかね書房） 1996
- 『ミータ』（鈴木まもる絵、小峰書店） 1997
- 『竜宮城のおくりもの』（神山ますみ絵 PHP研究所） 1997
- 『ハルモニの風』（山中冬児画、ポプラ社） 1999
- 『葡萄色のノート』（広野多珂子絵、あかね書房） 2002